# 莫三比克短額鮃
莫三比克短額鮃為輻鰭魚綱鰈形目鰈亞目鮃科的其中一種，為熱帶海水魚，分布於印度西太平洋區，從莫三比克至菲律賓海域，棲息深度8-90公尺，體長可達6.4公分，棲息在底層水域，生活習性不明。

## 扩展阅读
維基物種上的相關：莫三比克短額鮃